# Podlaska Komunikacja Samochodowa Nova
Podlaska Komunikacja Samochodowa Nova S.A. (wcześniej Przedsiębiorstwo Komunikacji Samochodowej w Białymstoku Spółka Akcyjna) – polskie przedsiębiorstwo transportowe z siedzibą w Białymstoku przy ul. Bohaterów Monte Cassino 8, zajmujące się głównie przewozem osób na trasach lokalnych i dalekobieżnych. Początkowo funkcjonowało jako przedsiębiorstwo państwowe, później działa jako spółka akcyjna. Właścicielem 100% akcji jest województwo podlaskie. Spółka zatrudnia około 900 osób.

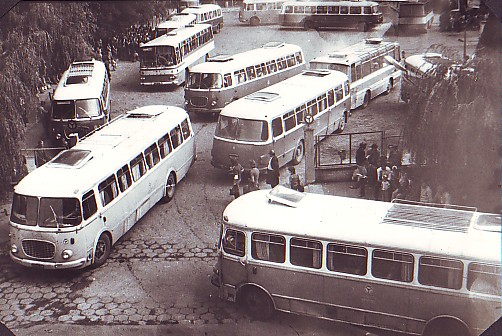
Dawny dworzec PKS, ul. Fabryczna w Białymstoku

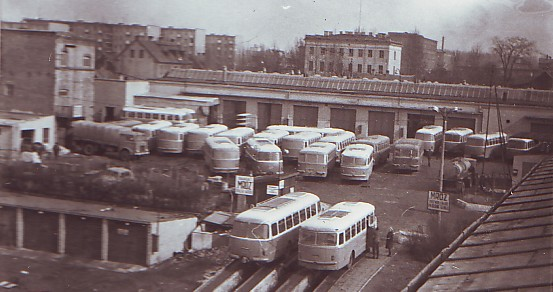
Nieistniejąca już zajezdnia PKS, ul. Fabryczna w Białymstoku

## Historia

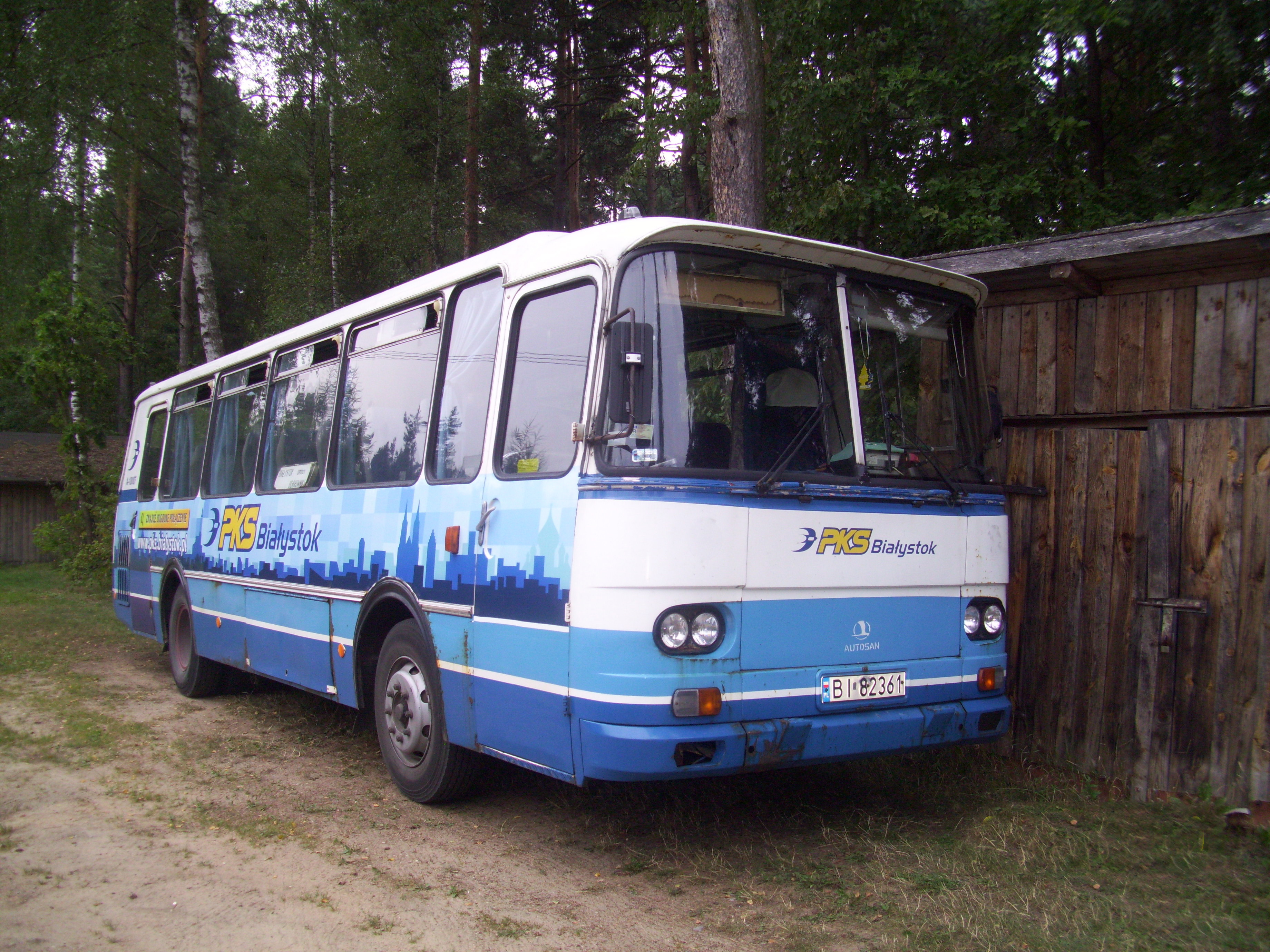
Autosan H9 w barwach PKS Białystok, 2010 r.

W roku 1945 na wniosek ówczesnego Ministra Komunikacji został powołany Państwowy Urząd Samochodowy. Pod koniec tego roku Stacja PKS w Białymstoku (mieszcząca się przy ulicy Kraszewskiego) posiadała już 60 jednostek taboru samochodowego (głównie z demobilu wojskowego); uruchomiono również pierwsze stałe połączenia do Warszawy oraz Olsztyna. W roku 1951 wybudowano nowoczesną (na ówczesne warunki) stację obsługi, magazyny i budynek administracyjny przy ul. Fabrycznej 1.
W 1975 roku, po przeprowadzonym nowym podziale administracyjnym, na podstawie zarządzenia Ministra Komunikacji Wojewódzkie Przedsiębiorstwo PKS w Białymstoku zmieniło nazwę na Przedsiębiorstwo Państwowej Komunikacji Samochodowej w Białymstoku i rozpoczęło działalność na terenie 3 województw: białostockiego, łomżyńskiego i ostrołęckiego.
Jedną z najpoważniejszych inwestycji była budowa dworca PKS na ulicy Bohaterów Monte Cassino 10, który został oddany do użytku w 1986 roku.
W ciągu kilkudziesięcioletniego istnienia firma kilkakrotnie zmieniała swoją nazwę, lecz najważniejsza dla jej obecnego kształtu była komercjalizacja przeprowadzona w 2006 roku, która doprowadziła do powstania spółki akcyjnej. Dnia 5 lipca 2011 roku spółka PKS Białystok S.A. została skomunalizowana i jej właścicielem zostało województwo podlaskie.
W styczniu 2017 roku PKS Białystok S.A. przejął spółki: PKS w Suwałkach Sp. z o.o., PKS w Zambrowie Sp. z o.o., PKS w Łomży Sp. z o.o. i PKS w Siemiatyczach Sp. z o.o. Po połączeniu PKS w Białymstoku dokonał zmiany nazwy na obecną – Podlaska Komunikacja Samochodowa Nova Spółka Akcyjna. Siedzibą spółki jest biuro mieszczące się nad halą dworca PKS Nova przy ul. Boh. Monte Cassino 8 w Białymstoku.
4 czerwca 2019 roku z funkcji prezesa zarządu odwołany został Cezary Sieradzki, zastąpił go Andrzej Mioduszewski.

## Działalność
Podstawowa działalność spółki polega na prowadzeniu pasażerskiej komunikacji samochodowej według rozkładu jazdy na obszarze województwa podlaskiego i warmińsko-mazurskiego. Realizowane są połączenia do wszystkich miast powiatowych w tych województwach oraz do ich najdalszych zakątków, a także bezpośrednie połączenia do Warszawy, Białegostoku, Mińska Mazowieckiego, Bielska Podlaskiego, Olsztyna, Ełku, Rajgrodu, Łomży, Suwałk, Elbląga, Gołdapi, Sejn, Mrągowa, Giżycka, Kętrzyna, Gdańska, Gdyni, Słupska, Częstochowy, Łodzi, Szczytna, Wrocławia, Katowic, Płocka, Ciechocinka, Bydgoszczy, Piły, Koszalina, Szczecina, Kołobrzegu, Ustronia Morskiego i wielu innych. Pozostałymi działaniami spółki są: prowadzenie pozarozkładowych (okazjonalnych) krajowych i zagranicznych przewozów pasażerskich, obsługa i naprawa pojazdów mechanicznych, wynajem nieruchomości i powierzchni reklamowej, usługi noclegowe, sprzedaż części i akcesoriów do pojazdów mechanicznych oraz materiałów pędnych.

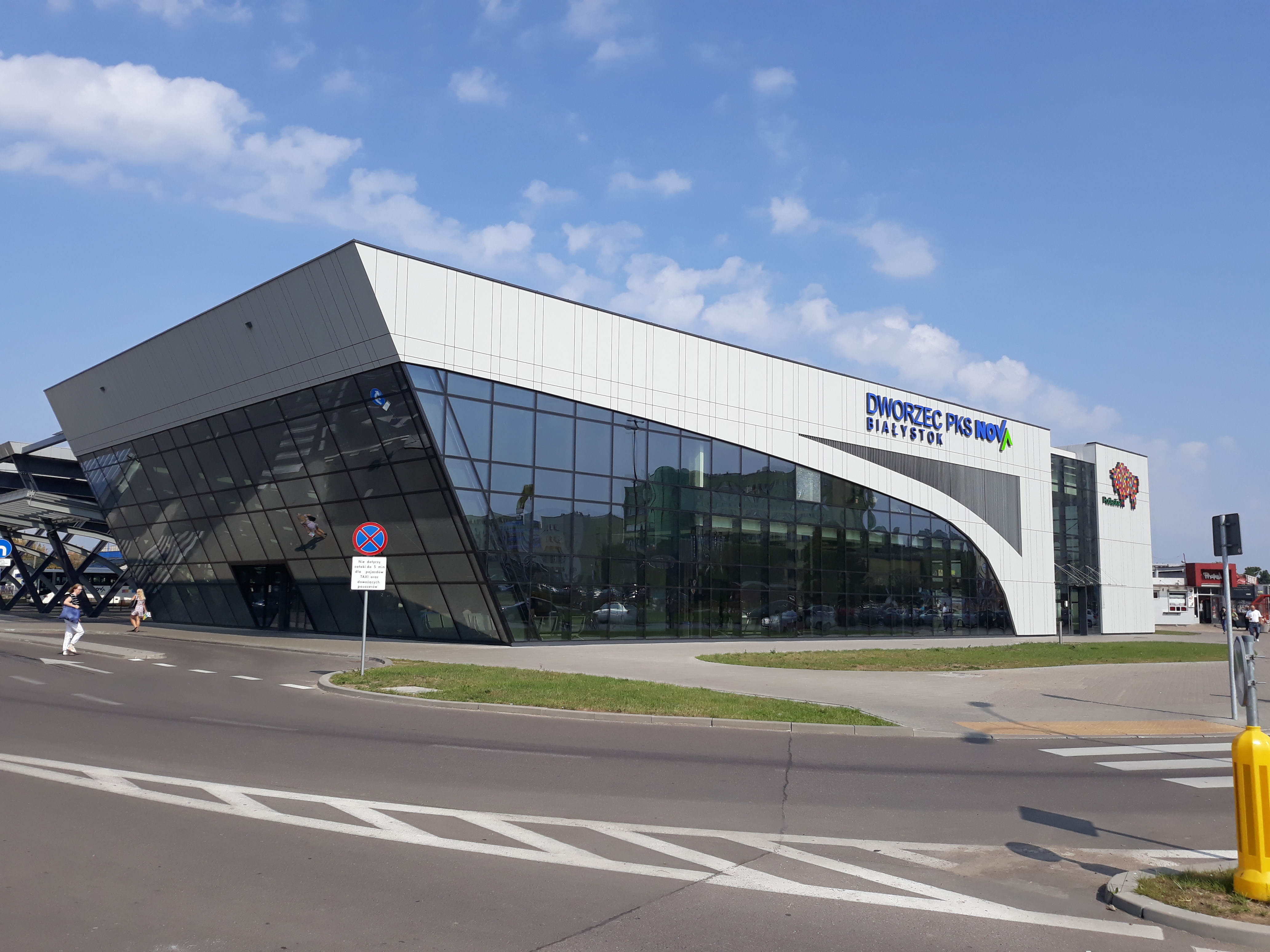
Dworzec PKS Nova S.A. ul. Boh. Monte Cassino 8 w Białymstoku

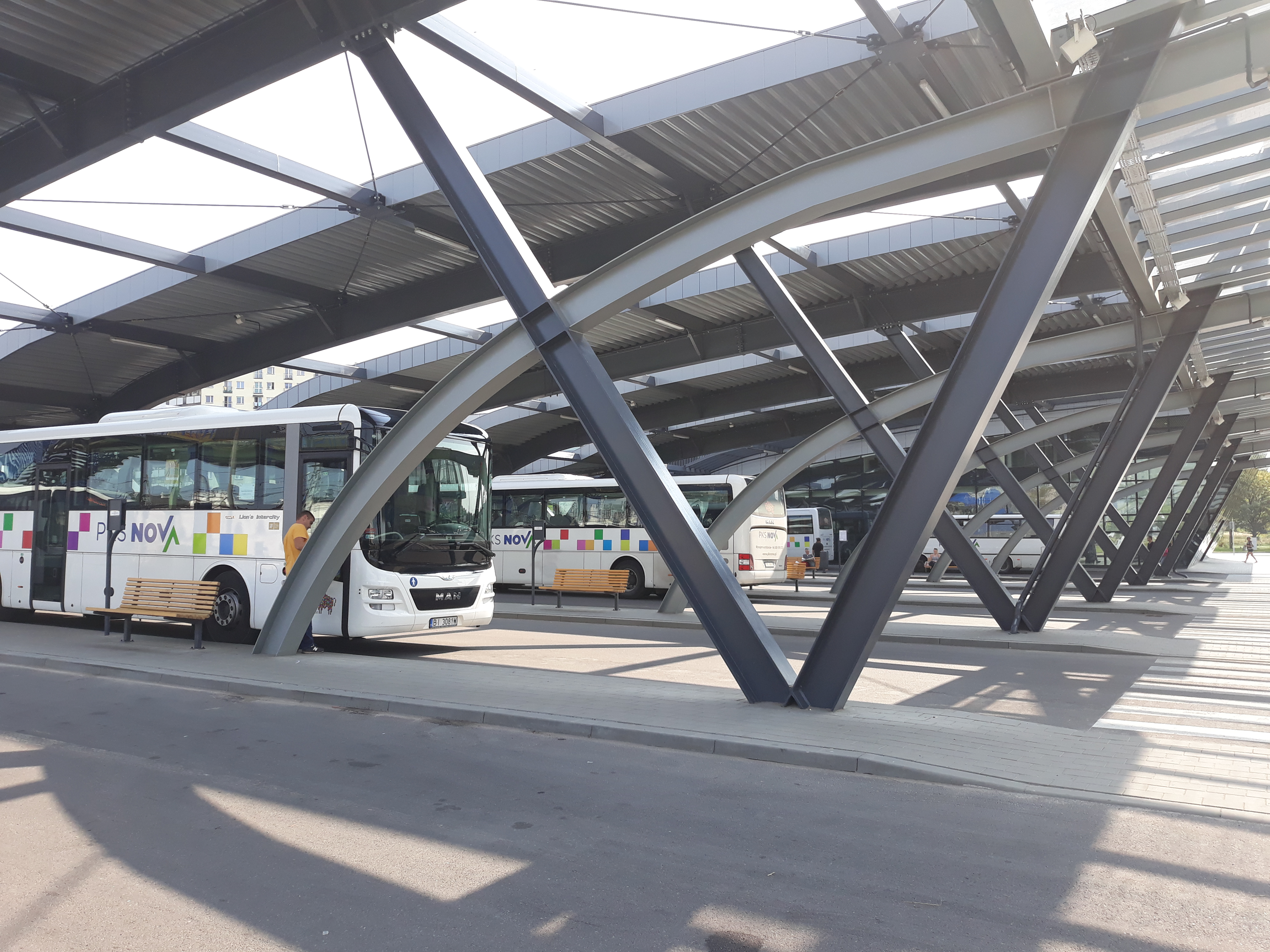
Perony na dworcu PKS Nova S.A. ul. Boh. Monte Cassino 8 w Białymstoku

### Nowy dworzec
11 grudnia 2017 otworzono nowy dworzec na ul. Bohaterów Monte Cassino 8 w Białymstoku. Budynek dworca posiada dwie kondygnacje. Parter stanowi część dostępną dla pasażerów o powierzchni ponad 930 m² oraz pomieszczenia pomocnicze związane z funkcjonowaniem dworca. Na piętrze znajdują się pomieszczenia biurowe o powierzchni 647,47 m². Przy dworcu znajduje się 5 wiat odjazdowych (15 stanowisk odjazdowych) oraz jeden peron służący do wysadzania podróżnych. Nowo wybudowany dworzec umożliwia obsłużenie do 1000 kursów dziennie. Dotychczasowy dworzec obsługiwał około 2 milionów pasażerów rocznie.

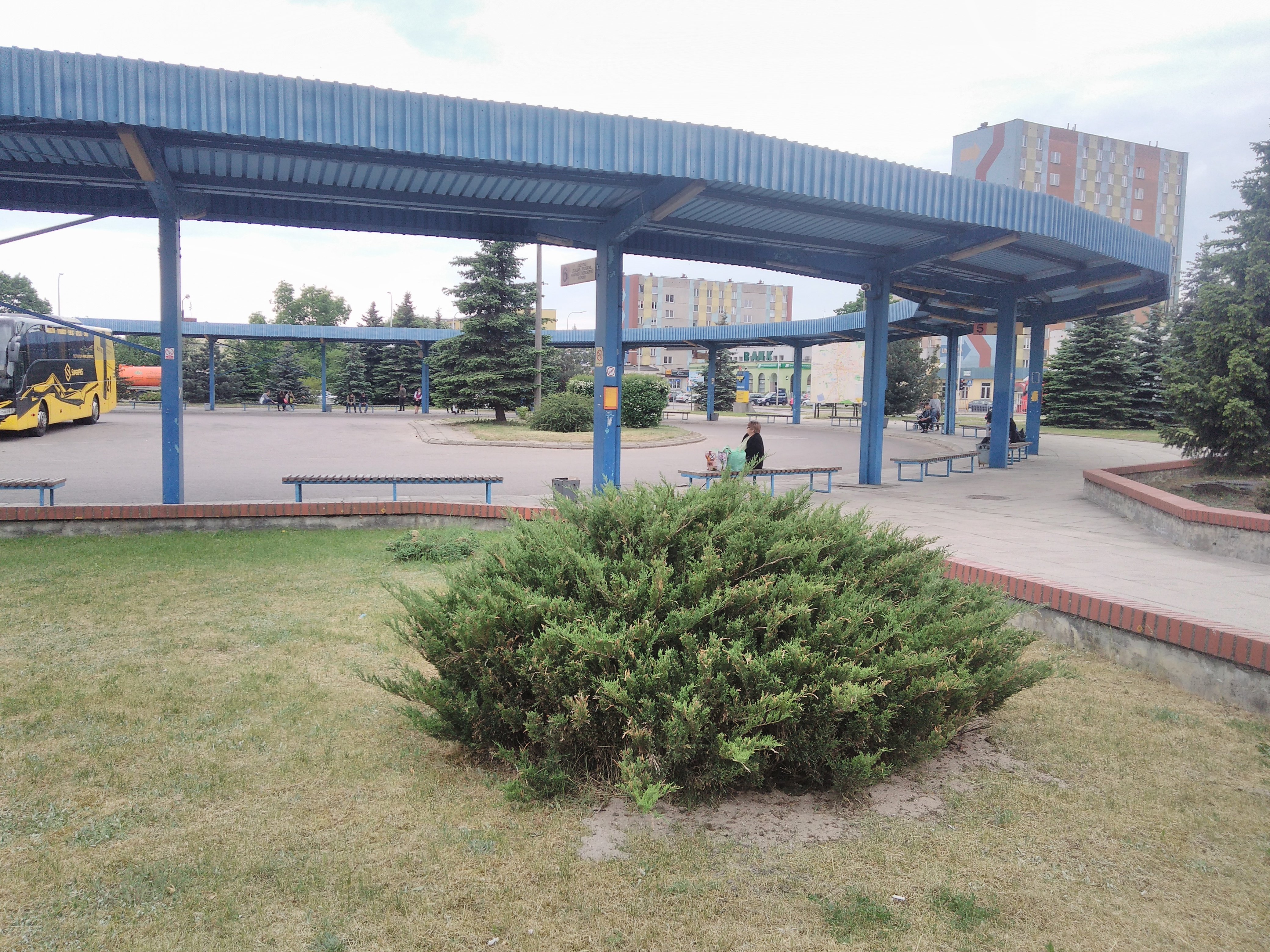
Dworzec PKS Nova w Suwałkach ul. Wojska Polskiego 100

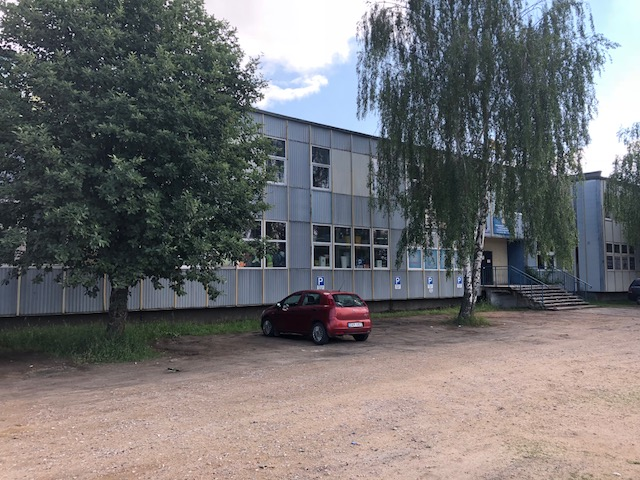
PKS Nova S.A. w Łomży, Al. J. Piłsudskiego 88

### Oddziały i placówki
Spółka posiada placówki i oddziały zlokalizowane w województwie podlaskim i warmińsko-mazurskim.
Siedziba Spółki:

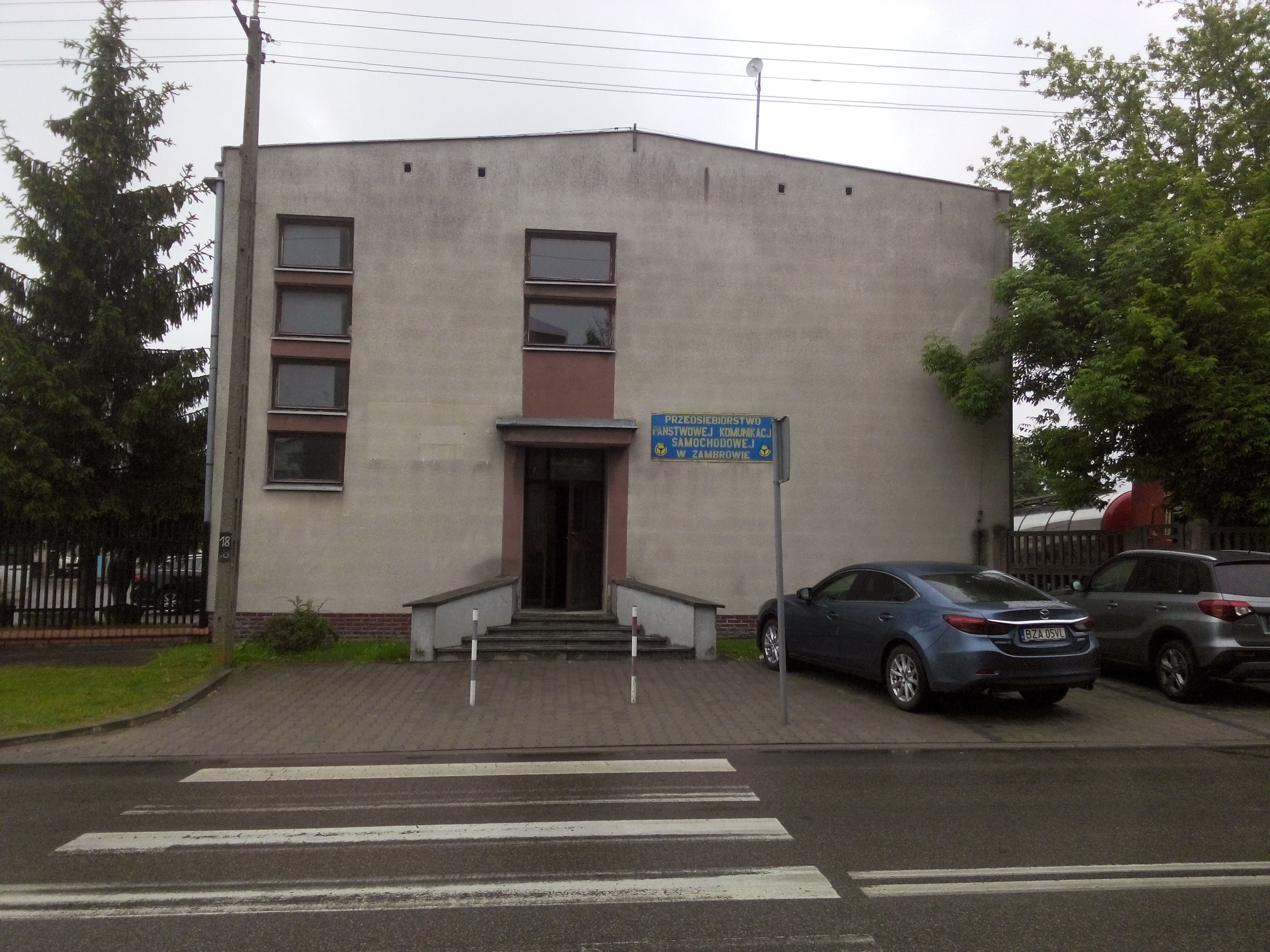
PKS Nova S.A. w Zambrowie, ul. Magazynowa 14

- Białystok, ul. Bohaterów Monte Cassino 8.

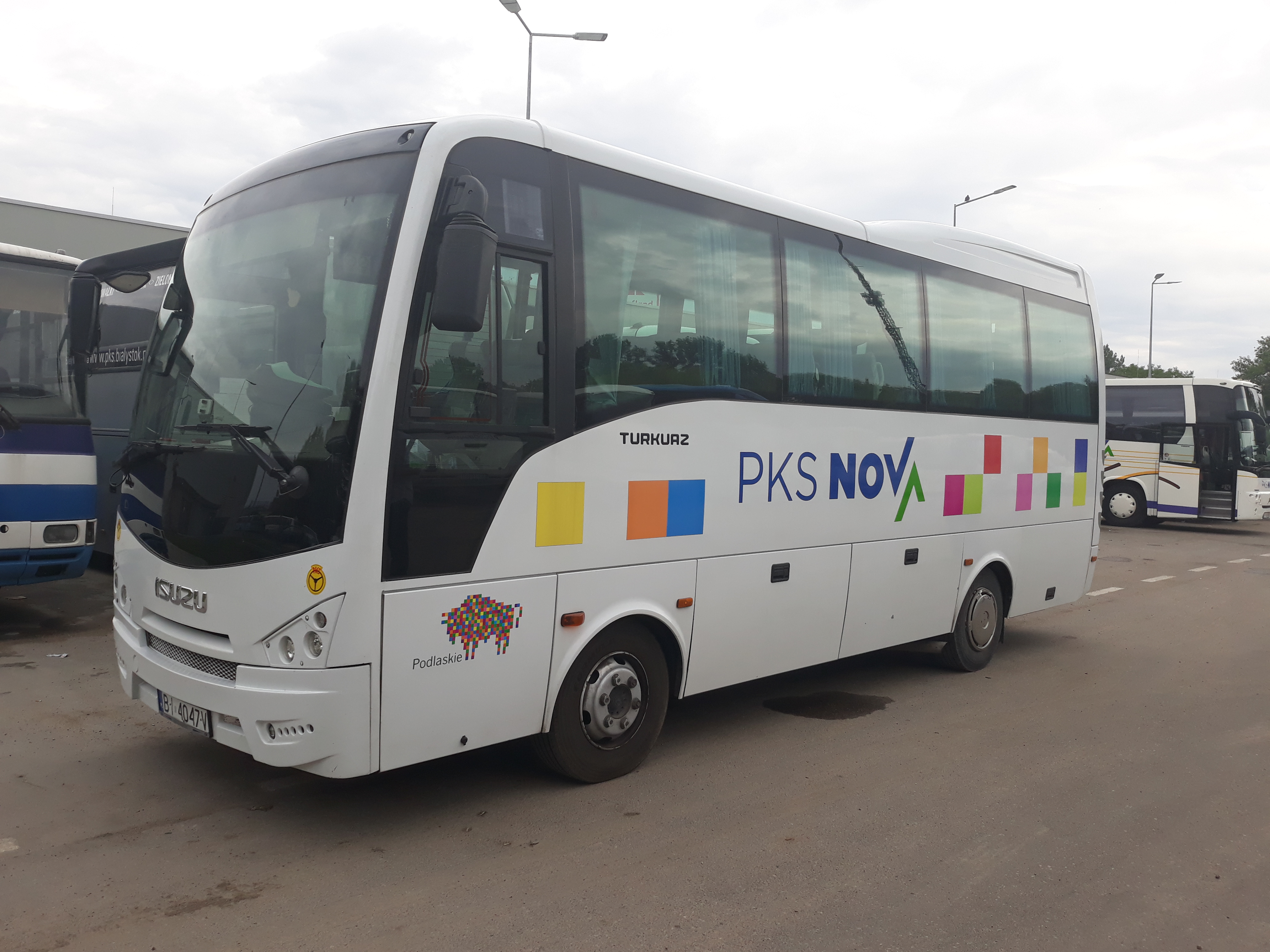
Isuzu Turquoise PKS Nova

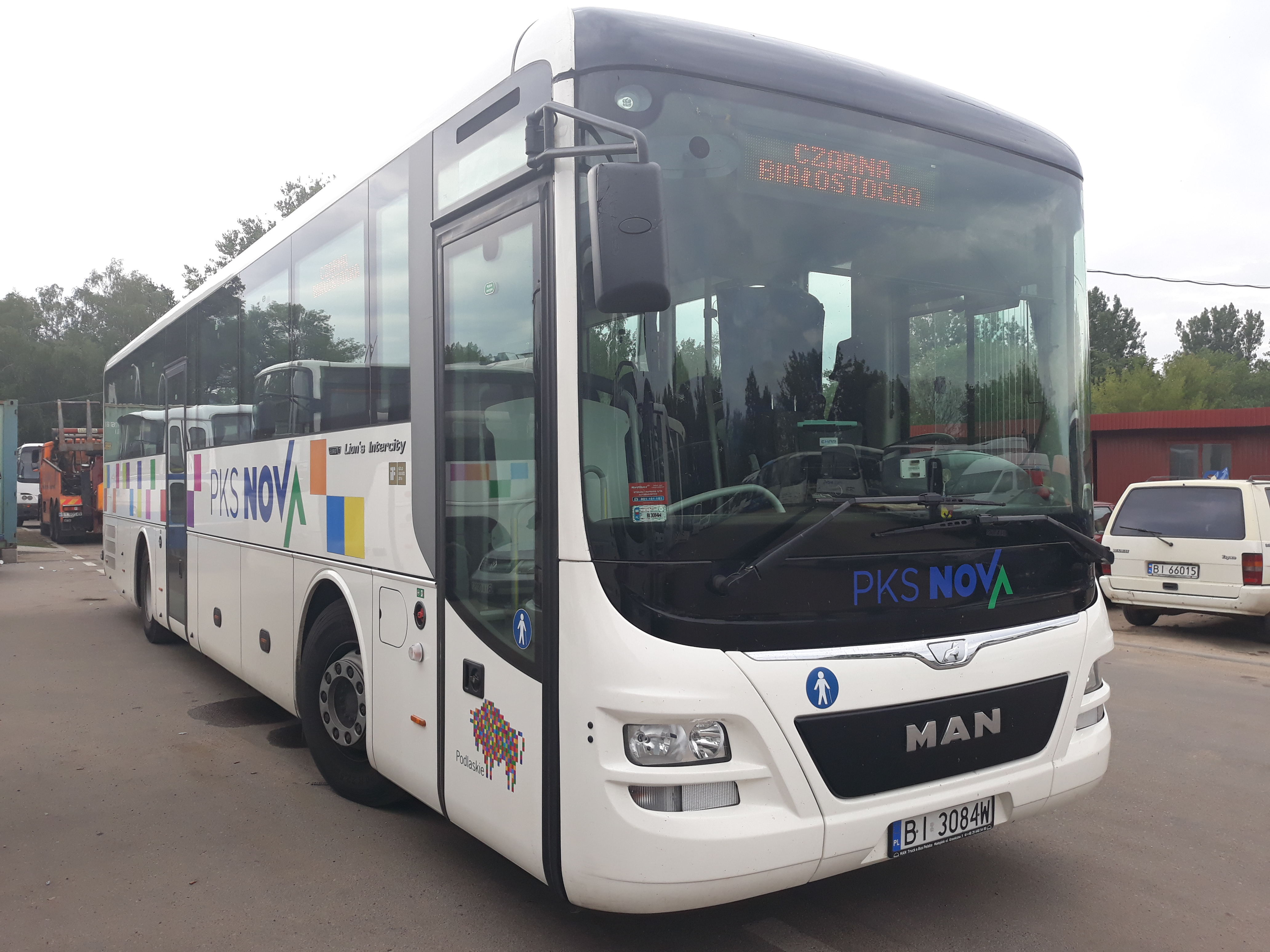
MAN Lion's Intercity PKS Nova

Oddziały:
- Suwałki, ul. Wojska Polskiego 100
- Łomża, ul. J. Piłsudskiego 88
- Siemiatycze, ul. T. Kościuszki 88
- Zambrów, ul. Magazynowa 14

Placówki terenowe:
- Olecko
- Gołdap
- Augustów
- Ełk
- Grajewo
- Wysokie Mazowieckie

Stacje Obsługi Pojazdów:
- Białystok
- Suwałki
- Siemiatycze
- Łomża
- Zambrów
- Gołdap
- Olecko
- Ełk
- Augustów
- Grajewo
- Wysokie Mazowieckie

Stacje Kontroli Pojazdów:
- Suwałki
- Siemiatycze
- Łomża

Stacje Paliw:
- Suwałki
- Siemiatycze
- Łomża

Myjnie pojazdów:
- Białystok
- Siemiatycze
- Łomża

Serwis tachografów:
- Łomża

Dworce:
- Białystok
- Suwałki
- Siemiatycze
- Łomża
- Zambrów
- Augustów

### Tabor
Spółka posiada tabor liczący blisko 500 autobusów, które pokonują około kilkudziesięciu milionów km i przewożą około 6 mln pasażerów rocznie.

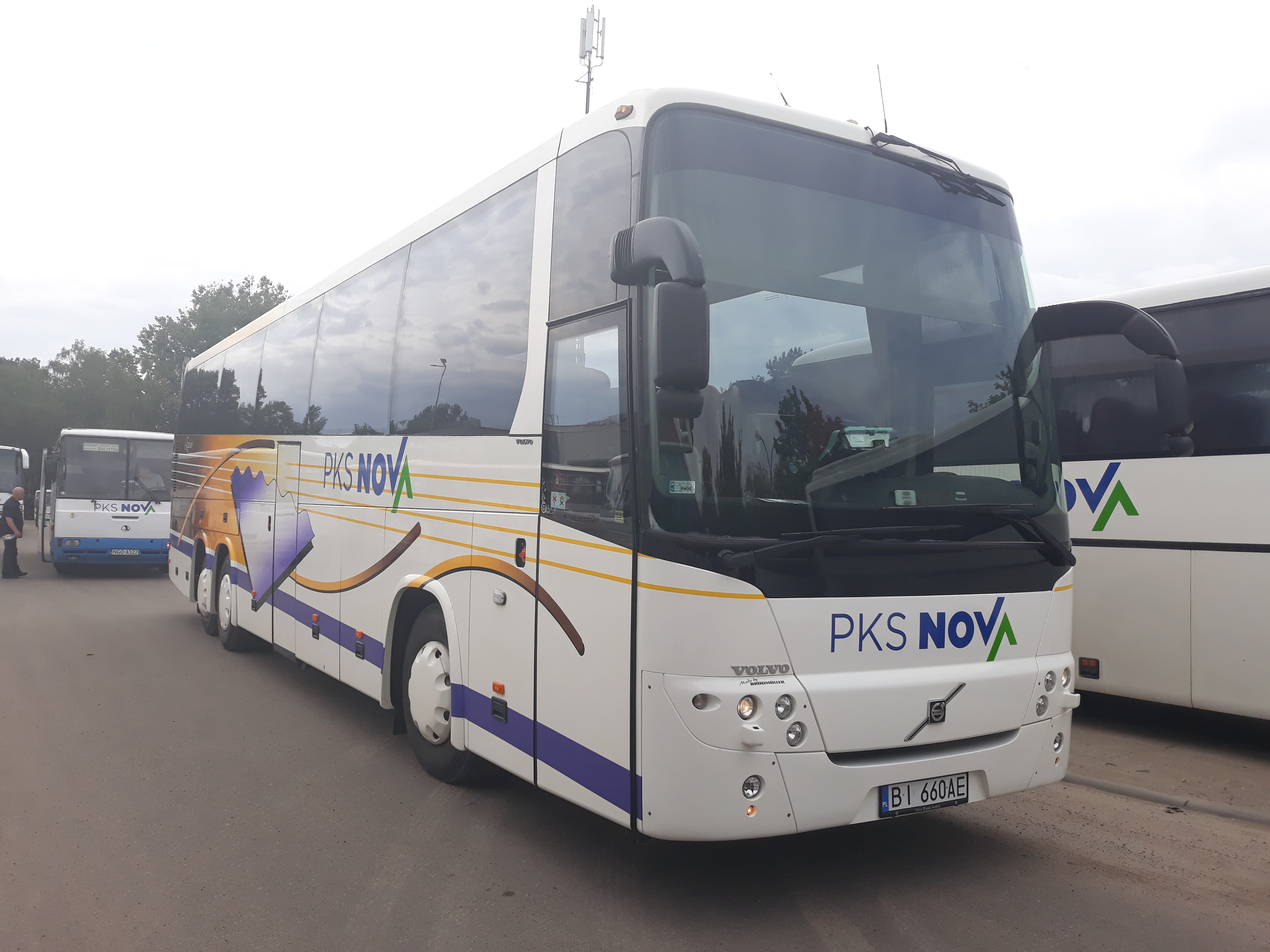
Volvo 9900 PKS Nova

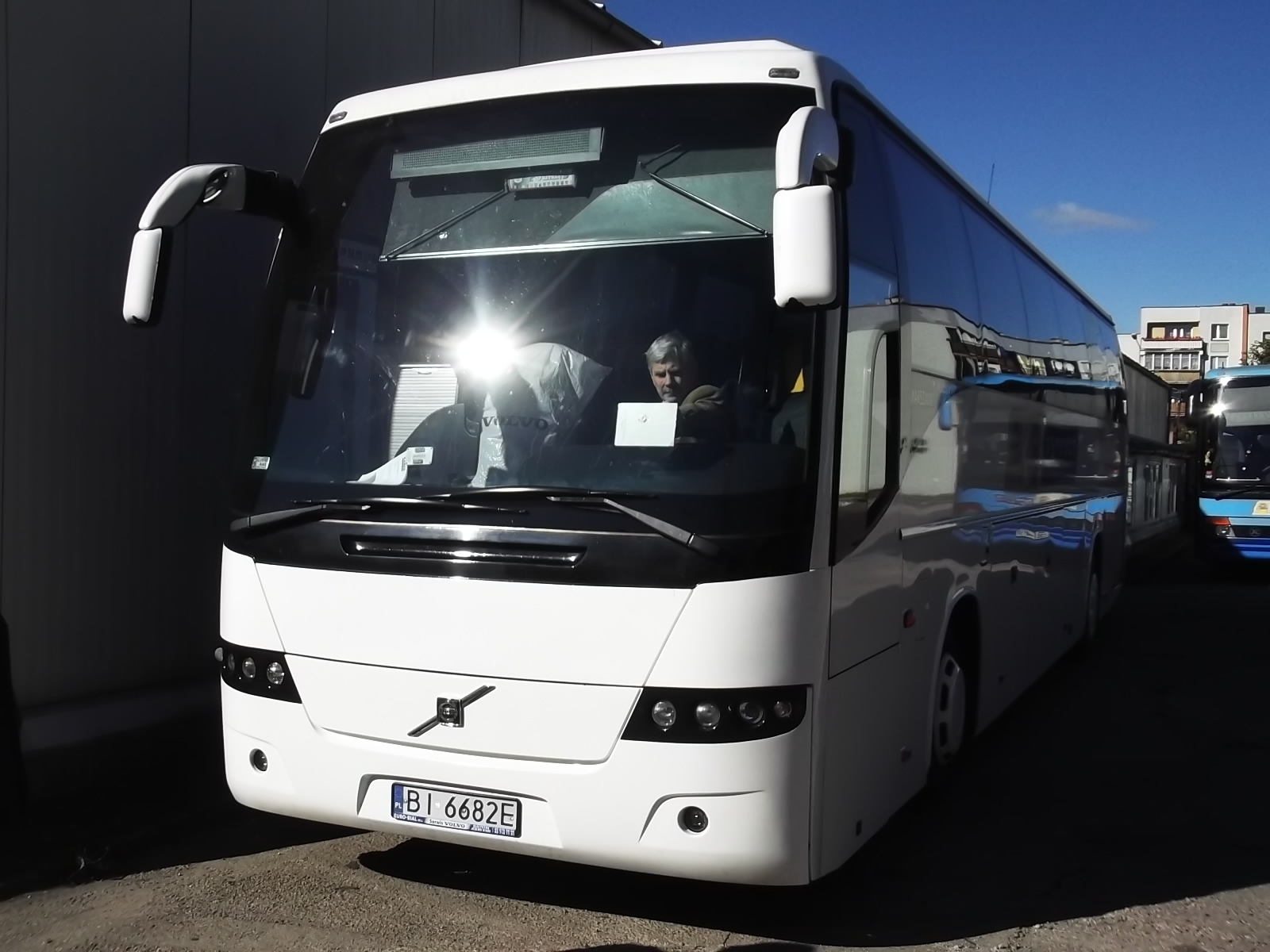
Volvo 9700 PKS Nova

### Biuro turystyczne „PKS – TRAVEL”
Biuro turystyczne powstało w 2008 roku i znajduje się w dwóch miastach: Augustów – Rynek Zygmunta Augusta 19 i Suwałki – ul. Utrata 1B. W ofercie posiada:
- wynajem busów i autokarów,
- kompleksowa organizacja wycieczek autokarowych po Polsce i Europie dla szkół, zakładów pracy i osób indywidualnych,
- wycieczki, kuligi, przejazdy bryczkami i kolejką wąskotorową po Suwalszczyźnie
- rejsy statkiem szlakiem Papieskim po Wigrach, jeziorach augustowskich i Kanale Augustowskim,
- imprezy integracyjne, pobyty weekendowe, biesiady przy ognisku,
- pielgrzymki maturalne oraz do najważniejszych miejsc kultu religijnego w Polsce,
- wczasy, wycieczki autokarowe i lotnicze,
- kolonie i obozy młodzieżowe,
- usługi licencjonowanych pilotów wycieczek i przewodników turystycznych. – sprzedaż przewodników, map i folderów,
- sprzedaż biletów autokarowych do krajów europejskich na linie międzynarodowe przewoźników: Eurolines, Ecolines, Sindbad, Selment,
- sprzedaż biletów lotniczych.